# 圣热罗尼莫堂 (马德里)
圣热罗尼莫堂 (San Jerónimo el Real)是西班牙马德里市中心的一座罗马天主教教堂，毗邻普拉多博物馆。 

## 历史
圣热罗尼莫堂经历过多次改建，是16世纪初圣热罗尼莫修道院的遗迹，当时位于城市的东郊，为伊莎贝拉哥特式风格。1561年西班牙迁都到马德里后，国王常从毗邻丽池离宫来此望弥撒。19世纪初，拿破仑的军队摧毁了丽池离宫。1808年，修士们遭到驱逐，修道院被法国军队破坏。
圣热罗尼莫堂曾长期作为皇家教堂使用，直到1993年阿穆德納聖母主教座堂完成。多年来圣依西多禄堂担当事实上的主教座堂，但是该堂供奉马德里的主保圣人圣依西多禄又是劳动者的主保圣人，并不适合皇家，因此该堂就担当了皇家教堂的角色。

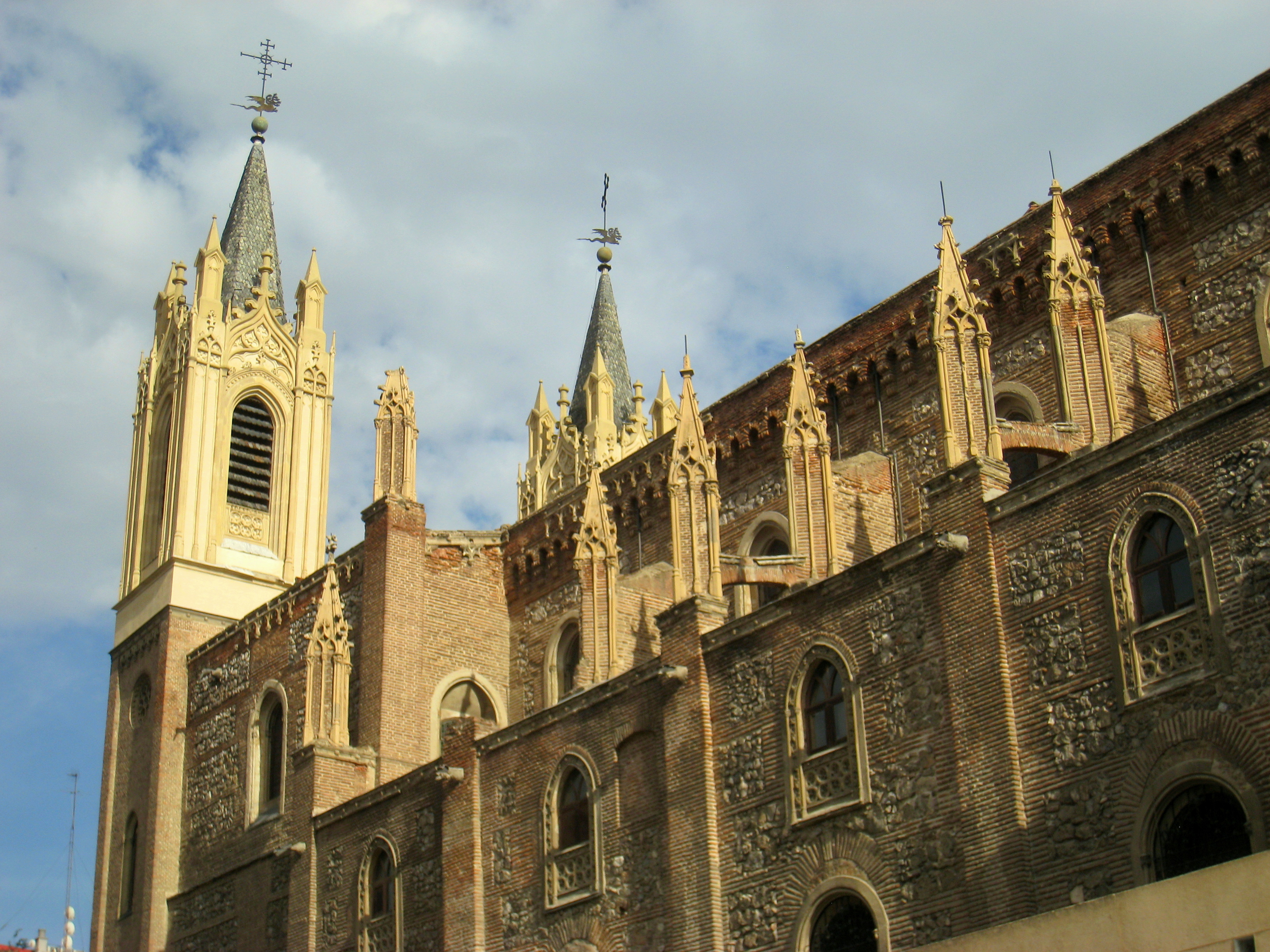
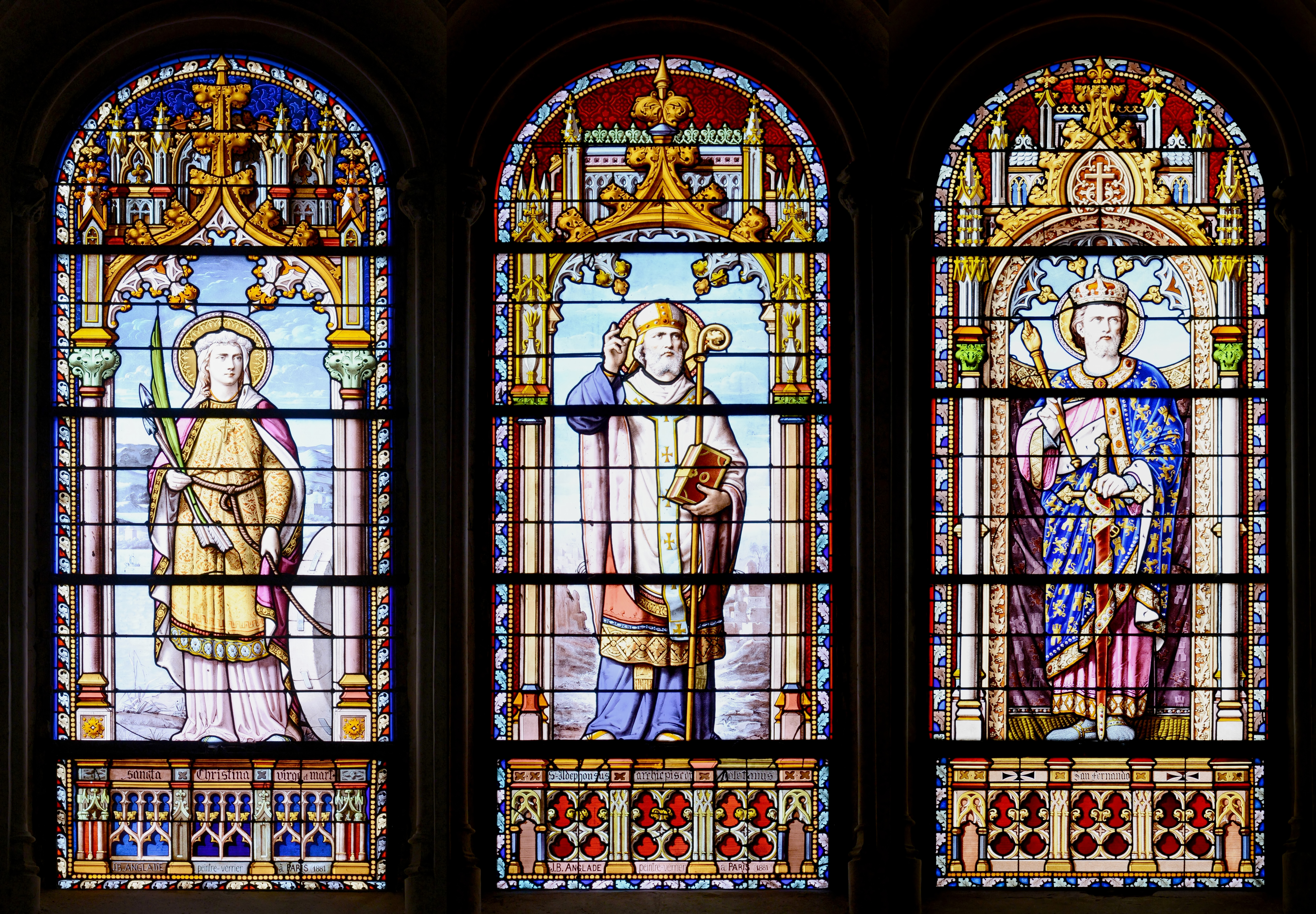
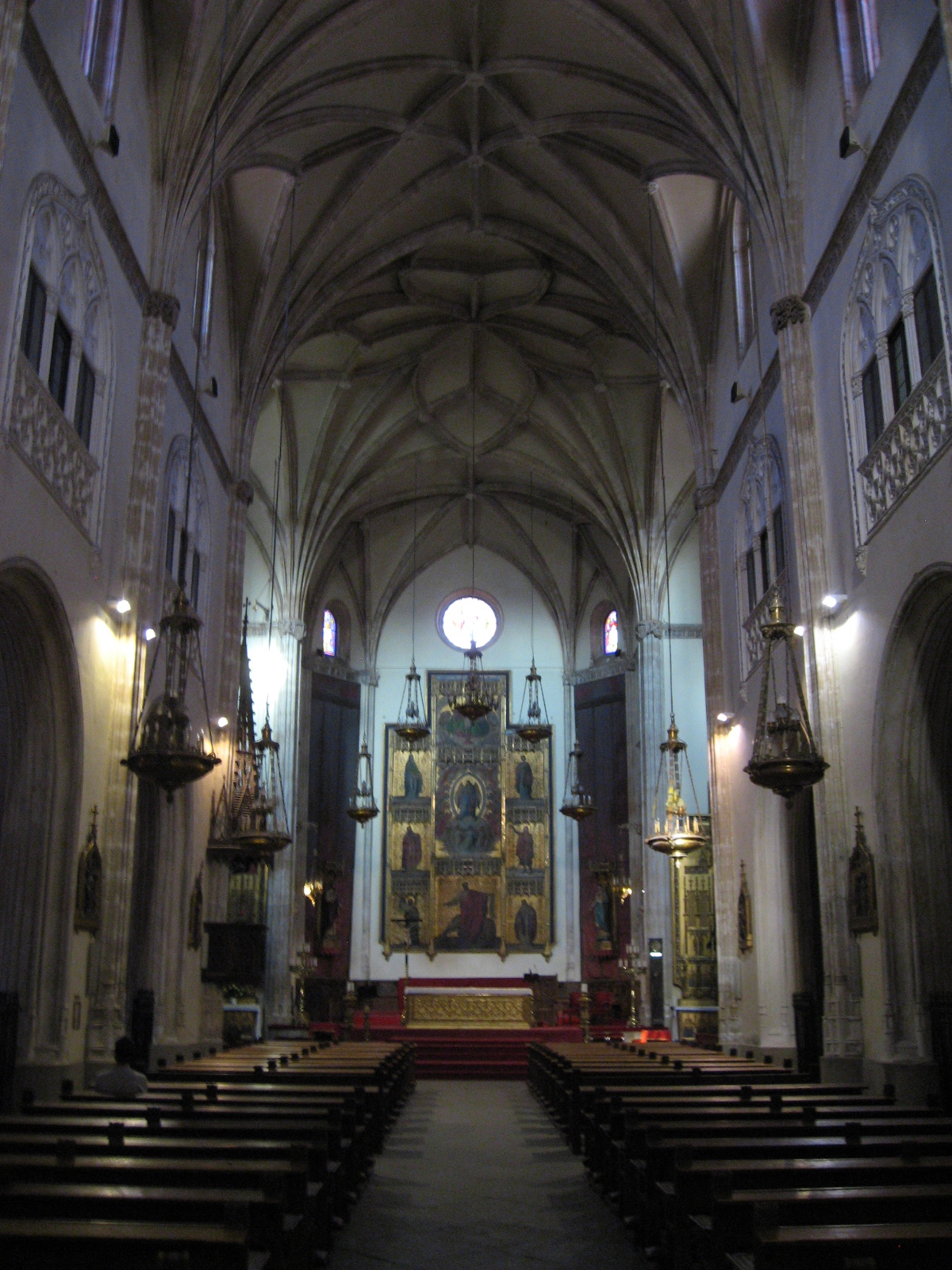
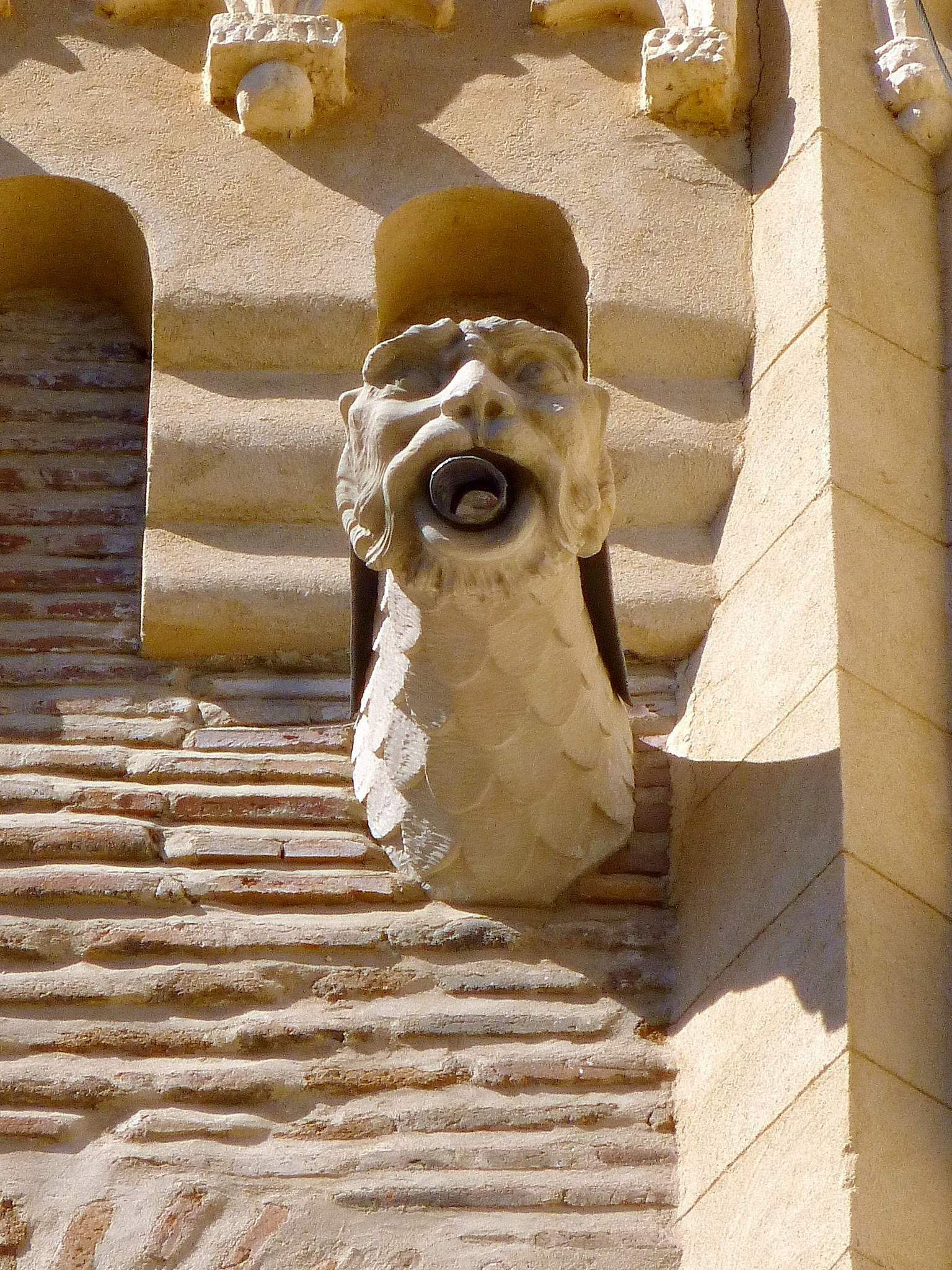
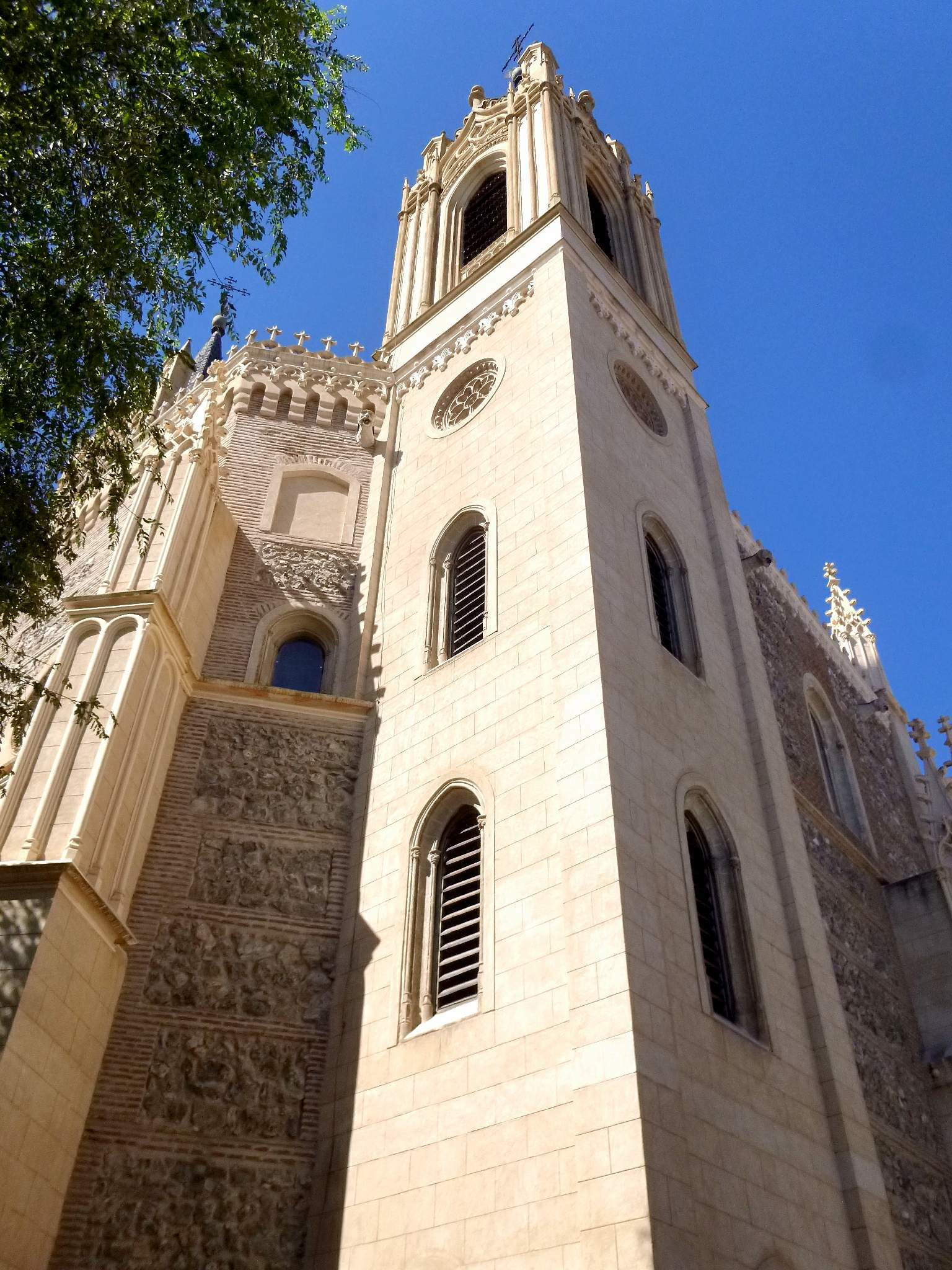
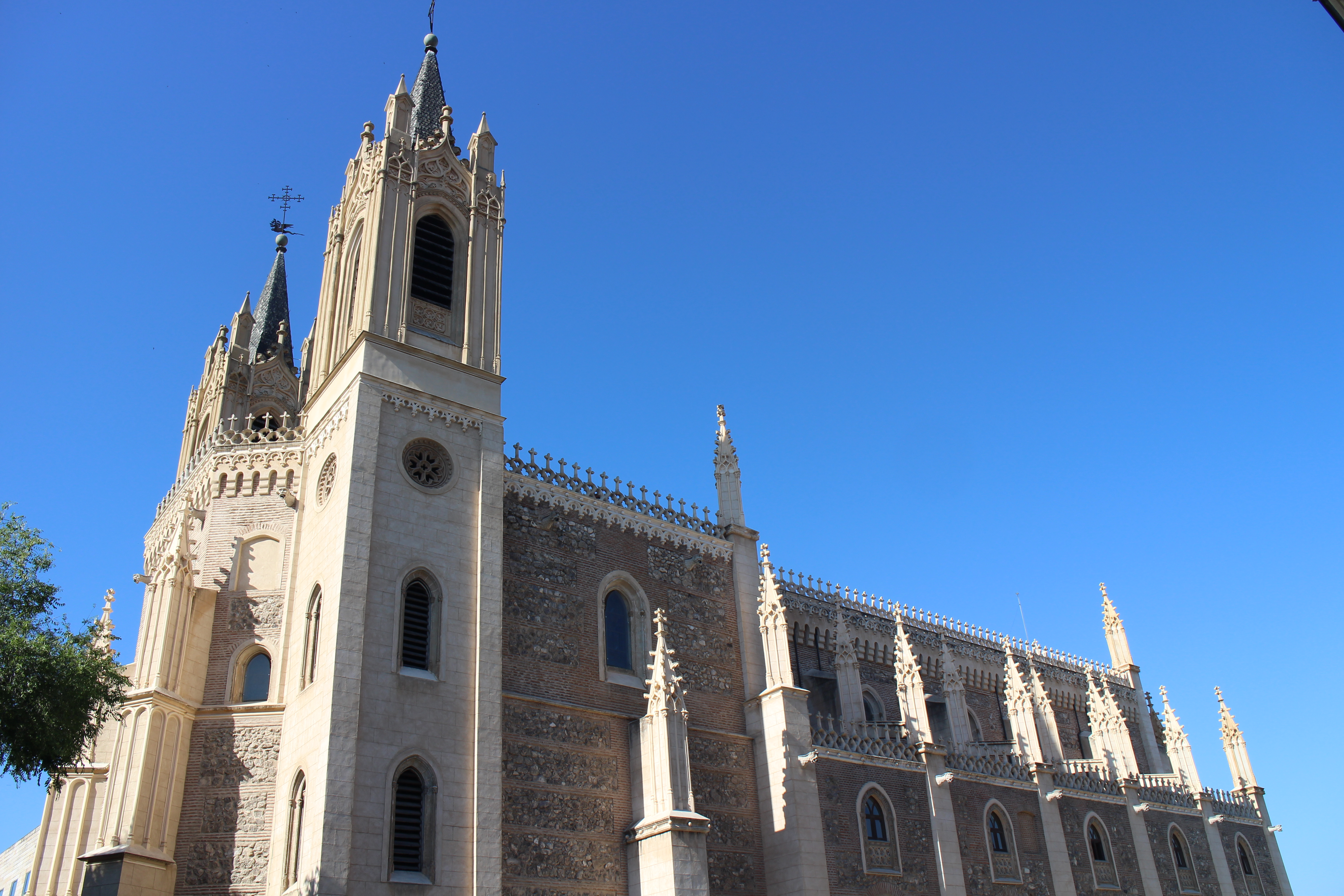